# Llista d'espais de la xarxa Natura 2000 del País Valencià
La llista d'espais de la xarxa Natura 2000 del País Valencià inclou tots els espais naturals que constitueixen aquesta xarxa al territori concret del País Valencià.

## Xarxa Natura 2000
Natura 2000 és una xarxa europea d'espais naturals l'objectiu de la qual és fer compatible la protecció de les espècies i els hàbitats naturals i seminaturals amb l'activitat humana que s'hi desenvolupa, i és la iniciativa política europea més important de conservació de la natura. D'aquesta manera, la Unió Europea ha establert un marc legal que garanteix la protecció del patrimoni natural i, a més, s'ha compromès a salvaguardar-lo mitjançant la integració a Natura 2000 d'una mostra significativa dels hàbitats i les espècies que millor el representen.

## Província d'Alacant

### LIC (Llocs d'Interès Comunitari)
- El Fondo d'Elx-Crevillent
- Serra de Salines
- Llacuna de Salines
- Saleo i Cabecicos de Villena
- El Maigmó i serres de la Foia de Castalla
- Aitana, Serrella i Puig Campana
- Algepsars de Finestrat
- Serres de Bèrnia i del Ferrer
- Serra de Crevillent
- Serra Gelada i Litoral de la Marina Baixa
- Serra de Callosa de Segura
- Cap de l'Horta (Alacant)
- Salines de Santa Pola
- Llacunes de la Mata i Torrevella
- Dunes de Guardamar
- Illa de Tabarca
- Cap Roig
- Rambla de las Estacas
- L'Almadrava de Dénia
- Cueva del Perro de Cox
- Cova Joliana d'Alcoi
- Arenal de Petrer
- Penyasegats de la Marina
- Riu Gorgos
- Valls de la Marina
- Serra Escalona i Dehesa de Campoamor
- Penyal d'Ifac
- Massís del Montgó
- Serra d'Oriola
- Serra de la Safor (inclou terrenys a la província de València)
- Serres de Mariola i Carrascar de la Font Roja (inclou terrenys a la província de València)
- Marjal de Pego-Oliva (inclou terrenys a la província de València)
- Els Alforins (inclou terrenys a la província de València)

### ZEPA(Zones d'Especial Protecció per a les Aus)
- Illots de Tabarca
- El Fondo d'Elx - Crevillent
- Salines de Santa Pola
- Illot de Benidorm- Penyals de l'Arabí
- Llacunes de la Mata i Torrevella
- Serra de Crevillent
- Serra Mariola - Carrascar de la Font Roja (inclou terrenys a la província de València)
- Marjal de Pego-Oliva (inclou terrenys a la província de València)

## Província de Castelló

### LIC (Llocs d'Interés Comunitari)
- Desert de les Palmes
- Alguers de Borriana-Nules-Moncofa
- Costa d'Orpesa i Benicàssim
- La Marjal de Nules
- La Serra d'Espadà
- Curs alt del riu Millars
- Desembocadura del Millars
- Cova Obscura (Atzeneta del Maestrat)
- Alt Palància
- Forat d'en Ferràs (Orpesa)
- Tinença de Benifassà, Turmell i Vallivana
- La Marjal d'Almenara
- L'Alt Maestrat
- Riu Bergantes
- Prat de Cabanes-Torreblanca
- Serra d'en Galceran
- Serra d'Irta
- Marjal de Peníscola
- Illes Columbretes
- Platja de Moncofa
- Penyagolosa
- Serra Calderona (inclou terrenys de la província de València)
- Curs mitjà del riu Palància (inclou terrenys de la província de València)

### ZEPA (Zones d'Especial Protecció per a les Aus)
- Penyagolosa
- Prat de Cabanes-Torreblanca
- La Tinença de Benifassà - Turmell
- Desembocadura del riu Millars
- Illes Columbretes
- Serra d'Espadà
- Serra Calderona (inclou terrenys de la província de València)

## Província de València

### LIC (Llocs d'Interés Comunitari)
- Serra de la Safor (inclou terrenys de la província d'Alacant)
- Serres de Mariola i Carrascar de la Font Roja (inclou terrenys de la província d'Alacant)
- Marjal de Pego-Oliva (inclou terrenys de la província d'Alacant)
- Els Alforins (inclou terrenys de la província d'Alacant)
- Serra Calderona (inclou terrenys de la província de Castelló)
- Curs mitjà del riu Palància (inclou terrenys de la província de Castelló)
- La Marjal dels Moros (Puçol - Sagunt)
- Serres de Martés i el Ave
- Serra de Malacara
- Gorges del Cabriol
- Serra del Negrete
- Los Lavajos de Sinarcas
- Alto Turia
- Sabinar de Alpuente
- Arroyo Cerezo (Castielfabib - Vallanca)
- Cova del Barranc Hondo (Xest)
- Rius del Racó d'Ademús
- Puebla de San Miguel
- Mola de Cortes i El Caroig
- Cova Xurra (Gandia)
- Serra del Mugrón (Aiora)
- Curs mitjà i baix del Xúquer
- Curs mitjà del riu Albaida
- Serra del Castell de Xàtiva
- L'Albufera
- Cap de Cullera
- Ullals del riu Verd
- Serra de Corbera
- Serres del Mondúber i la Marxuquera
- La Marjal de la Safor
- Cova Negra (Aiora)
- Serra d'Énguera
- Túnel de Canals
- Cova de les Meravelles (Alzira)
- Sima de l'Águila (Picassent)
- Túnel del Carcalín (Bunyol)
- Vall d'Aiora i sierra del Boquerón
- Cova del Sardiner (Sagunt)
- Cova de les Meravelles (Llombai)
- Cova de la Moneda (Cotes)
- Cova de les Rates Penades (Ròtova)
- Avenc de les Graelles (Navarrés)
- Cova dels Mosseguellos (Vallada)
- Dunes de la Safor

### ZEPA (zona d'especial protecció per a les aus)
- Serra Calderona (inclou terrenys de la província de Castelló)
- L'Albufera de València
- Gorges del Cabriol
- Serra de Martés - Mola de Cortes
- Marjal dels Moros (Puçol - Sagunt)